# Maule (Francia)
Maule è un comune francese di 6 024 abitanti situato nel dipartimento degli Yvelines nella regione dell'Île-de-France.

## Società

### Evoluzione demografica
Abitanti censiti

## Amministrazione

### Gemellaggi
- Carnoustie (Regno Unito)[3]